# Elisabethiella hilli
Elisabethiella hilli är en stekelart som beskrevs av Wiebes 1989. Elisabethiella hilli ingår i släktet Elisabethiella och familjen fikonsteklar.
Artens utbredningsområde är Uganda. Inga underarter finns listade i Catalogue of Life.